# Nanaichthys
Nanaichthys is een geslacht van uitgestorven straalvinnige beenvissen, behorend tot de Gonorhychiformes. Het leefde in het Vroeg-Krijt (Aptien, ongeveer 125 - 115 miljoen jaar geleden) en zijn fossiele overblijfselen zijn gevonden in Zuid-Amerika.

## Naamgeving
Het geslacht Nanaichthys werd in 2012 opgericht op basis van enkele fossiele exemplaren die in 1962 werden gevonden in de Marizal-formatie in het Tucano-bekken, in de staat Bahia (noordoost-Brazilië), in bodems die waarschijnlijk teruggaan tot het Aptien. De fossielen werden aanvankelijk toegeschreven aan de soort (nooit officieel beschreven) die bekend staat als Dastilbe minor. De typesoort is Nanaichthys longispinus.

## Beschrijving
Deze vis was klein van formaat en bereikte een lengte van vijf centimeter. Het heeft een spoelvormig lichaam en een vrij grote kop, ongeveer vijfendertig procent van de lichaamslengte. De bek was tandeloos en de mondopening was naar voren gericht. De rugvin bevond zich ongeveer halverwege het lichaam en de buikvinnen ontsproten onder de voorste helft van de rugvin. De staartvin was zwak gevorkt. Nanaichthys werd gekenmerkt door de aanwezigheid van negenendertig wervels, elf langwerpige stralen in de aarsvin, een preoperculum met een scherpe hoek tussen de verticale en horizontale uitsteeksels en een kaak met een klein, gebogen gewrichtsuitsteeksel.

## Fylogenie
De onderzoeken van 2012 brachten het behoren tot de Gonorhynchiformes en in het bijzonder tot de familie Chanidae aan het licht, maar stonden ook toe om speciaal de nauwe verwantschap van Braziliaanse exemplaren met sommige vormen van het Vroeg-Krijt van Spanje, Gordichthys en Rubiesichthys (subfamilie Rubiesichthyinae) te onderkennen.

## Paleobiogeografie
De affiniteit van Nanaichthys met de Spaanse vormen is een opmerkelijke indicator van hoe sterk de kustvlakten van westelijk Gondwana overspoeld werden door zeespiegelstijgingen voorafgaand aan de Aptien door zowel de Caraïbische als de Mediterrane Tethys. Dit is waarschijnlijk te wijten aan onderling verbonden tektonische bewegingen die voorafgingen aan de stabilisatie die plaatsvond tussen het Aptien en het Albien.